# 飛田周山
飛田 周山（ひだ しゅうざん / とびた しゅうざん、明治10年（1877年）2月26日 - 昭和20年（1945年）11月22日）は、明治時代から昭和時代にかけての日本画家。本名は飛田 正雄（とびた まさお）。別号に対月居。
文展・帝展審査員を務めたほか、岡倉天心を五浦に招いたことや、『小學国語読本』巻1の「サイタ　サイタ　サクラ　ガ　サイタ」の挿絵画家として知られる。

## 略伝
茨城県多賀郡大塚村（現在の北茨城市磯原町大塚）に、飛田正・きよ夫妻の長男として生まれる。父は農業を営み、村会議員や野口量平（野口雨情の父）が北中郷村の村長を勤めた4年間は、その助役に就いていた。明治26年（1893年）に上京し、叔父の海野美盛の書生となる。明治29年（1896年）当時東京にいた久保田米僊に入門。しかし、翌年米僊が金沢に赴任すると、上洛し竹内栖鳳に師事。1900年4月頃に再び上京してから日本美術院研究所に入り、橋本雅邦に学ぶ。この頃から積極的に展覧会に出品し、受賞を重ねる。
明治36年（1903年）、岡倉天心を茨城県の五浦に案内し、その別荘購入に尽力、のちの日本美術院五浦研究所設立のきっかけをつくる。明治39年（1906年）から昭和16年（1941年）まで文部省の嘱託として国定教科書の挿絵も担当した。天心没後は日本美術院から次第に離れ、以後文展や帝展などの官展で活躍する。大正6年（1917年）第11回文展の《幽居の秋》、同8年（1919年）第1回帝展の《神泉》がそれぞれ特選になっている。太平洋戦争末期の昭和20年（1945年）に郷里へ疎開したが、東京大空襲で小石川区水道端の自宅が焼け、多くの作品が焼失したと考えられる。同年11月22日、疎開先でそのまま没した。享年68。

## 作品
| 作品名             | 技法         | 形状・員数   | 寸法（縦x横cm）                                  | 所有者                               | 年代               | 出品展覧会                | 落款・印章                                                | 備考                                               |
| ------------------ | ------------ | ------------ | ------------------------------------------------ | ------------------------------------ | ------------------ | ------------------------- | --------------------------------------------------------- | -------------------------------------------------- |
| 星合いのそら       | 紙本著色     | 四曲一隻     | 172.5x355.6                                      | 個人                                 | 1915年（大正4年）  | 第9回文展褒状             |                                                           |                                                    |
| 風神雷神           | 紙本著色     | 双幅（円窓） | 87.0（各経）                                     | 個人                                 | 1916年（大正5年）  | 第1回美術研精会連合個人展 |                                                           | 出品時は「秋意」                                   |
| 後圃秋色           | 紙本著色     | 1幅          | 148.4x46.9                                       | 個人                                 | 1917年（大正6年）  | 第2回美術研精会連合個人展 |                                                           |                                                    |
| 幽居の秋           | 絹本著色     | 六曲一双     | 169.2x372.5（各）                                | 個人                                 | 1917年（大正6年）  | 第11回文展特選            |                                                           |                                                    |
| 清風明月           | 絹本墨画     | 1幅          | 137.0x49.7                                       | さしま郷土館ミューズ                 | 1920年（大正9年）  |                           |                                                           |                                                    |
| 老松図             | 板地著色     | 杉戸6面      | 左4面：162.8x106.5（各） 右2面：163.8x80.8（各） | 花と歴史の郷 蛇の鼻                  | 1923年（大正12年） |                           |                                                           |                                                    |
| 雲中古塔図         | 絹本墨画淡彩 | 1幅          | 138.7x51.3                                       | 常陸太田市郷土資料館                 | 1931年（昭和6年）  |                           |                                                           |                                                    |
| 僊山暁色図（蓬莱） | 絹本著色     | 1幅          | 137.4x51.4                                       | 水戸美術                             | 1931年（昭和6年）  | 第5回茨城美術展           |                                                           |                                                    |
| 淼漫               | 絹本著色     | 額1面        | 92.0x114.0                                       | 茨城県近代美術館                     | 1935年（昭和10年） | 茨城会館開館記念美術展    |                                                           |                                                    |
| 長城の暁           | 紙本墨画淡彩 | 1幅          | 106.1x65.5                                       | 茨城県立太田第一高等学校・附属中学校 | 1935年（昭和10年） |                           |                                                           |                                                    |
| 暁山雲             | 紙本墨画淡彩 | 額1面        | 127.2x166.2                                      | 東京藝術大学                         | 1936年（昭和11年） | 文展招待展                | 款記「昭和丙子抄秋月周山写於碧雲洞中」/「碧雲洞」朱文方印 | 政府買上げ                                         |
| 大峯の行者         | 紙本著色     | 1幅          | 234.5x147.3                                      | 周山会                               | 1940年（昭和15年） | 紀元二千六百年奉祝会      |                                                           | 北茨城市指定文化財                                 |
| 明恵上人と北条泰時 | 紙本著色     | 額1面        | 181x181                                          | 神宮徴古館                           |                    |                           |                                                           | 承久の乱後、高山寺の明恵上人に教えを請う北条泰時。 |